# Дудэу, Николай
Николай Дудэу (рум. Nicolae Dudău; род. 19 декабря 1945, с. Гринауцы, Единецкий район, Молдавская ССР, СССР) — молдавский государственный деятель, дипломат. Чрезвычайный и полномочный посол.
Посол Республики Молдова в Узбекистане, Таджикистане и Кыргызстане (1994—1997). Первый заместитель министра иностранных дел Республики Молдова (1997—1998). Посол Республики Молдова в Белоруссии, Эстонии, Латвии и Литве (1998—2001). Министр иностранных дел Республики Молдова (2001—2004). Посол Республики Молдова в Италии (2004—2007).

## Биография
Родился 19 декабря 1945 года в селе Гринауцы Единецкого района Молдавской ССР (ныне село Гринауцы-Молдова Окницкого района Республики Молдова).

### Образование
В 1975 году окончил Кишинёвский политехнический институт имени Сергея Лазо по специальности «инженер-механик».
В 1982 году окончил Высшую партийную школу при ЦК КПСС в Москве, где изучал политологию.
Владеет русским и английским языками.

### Трудовая деятельность
С 1963 по 1975 работал на Кишинёвском тракторном заводе.
С 1975 — на партийной и государственной работе в ЦК Компартии Молдавии: заведующим отделом райкома, инструктор ЦК и заведующий отделом при ЦК.
С 1988 по 1990 — заместитель председателя Государственного комитета по планированию Молдавской ССР.
С 1990 по 1991 — первый секретарь Кишинёвского горкома КП Молдавской ССР.
С 1991 по 1993 — исполнительный директор Международной благотворительной ассоциации.
С 1993 по 1994 — советник посольства Республики Молдова в России.
С 8 ноября 1994 по 12 декабря 1997 — чрезвычайный и полномочный посол Республики Молдова в Узбекистане, Таджикистане (с 18 мая 1995 по 2 марта 2000) и Кыргызстане (с 27 октября 1995 по 2 марта 2000) по совместительству.
С 12 декабря 1997 по 12 июня 1998 — первый заместитель министра иностранных дел Республики Молдова.
С 17 сентября 1998 по 24 сентября 2001 — чрезвычайный и полномочный посол Республики Молдова в Белоруссии, Латвии (с 24 декабря 1998), Эстонии (с 22 января 1999) и Литве (с 20 апреля 1999) по совместительству.
С 3 сентября 2001 по 4 февраля 2004 — министр иностранных дел Республики Молдова в первом правительстве Василия Тарлева. В ходе «конфликта» с президентом Владимиром Воронинвм был снят с поста министра и отправлен послом в Италию
12 июня 2002 года присвоен дипломатический ранг посла.
С 4 февраля 2004 по 12 июня 2007 — чрезвычайный и полномочный посол Республики Молдова в Италии и ФАО и ФИДЕ по совместительству.

## Семья
Женат, есть дочь.

## Награды
- Орден «Трудовая слава» (20 ноября 2003) — в знак признания заслуг в обеспечении подготовки и успешного осуществления Республикой Молдова Председательства в Комитете министров Совета Европы и за значительный вклад в утверждение достойного имиджа нашей страны в мире[28]
- Орден Звезды итальянской солидарности (2011, Италия) — в знак признания заслуг в деле развития итальянско-молдавских отношений[29]